# Cecilia Malmström
Anna Cecilia Malmström (n. 15 mai 1968, Stockholm, Suedia) este un o politiciană suedeză, Comisar European pentru Comerț din noiembrie 2014, fost Comisar European pentru Afaceri Interne în perioada 9 februarie 2010 – 1 noiembrie 2014 și fost membru al Parlamentului European în perioada 1999-2004 din partea Suediei. 